# Шляпа охотника на оленей

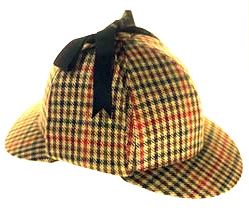
Внешний вид

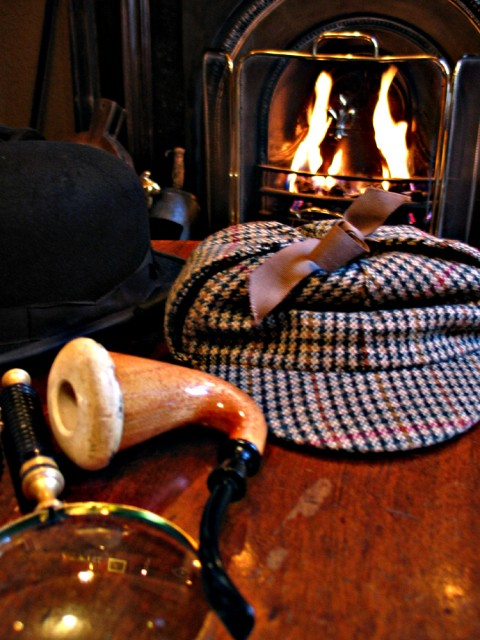
Шляпа (справа) вместе с другими предметами, которые обычно ассоциируются с Шерлоком Холмсом

Шляпа охотника на оленей (англ. Deerstalker hat), также известная как Шляпа Шерлока Холмса — вид шляпы, которую обычно носили в сельских районах Англии, как правило, во время оленьей охоты (deerstalking), откуда и произошло её название. Из-за ассоциации этой шляпы с Шерлоком Холмсом её также считают традиционным головным убором для детектива. Словарь Merriam-Webster относит появление названия для шляпы к 1870 году.

## Конструкция
Основная особенность этой шляпы — два козырька, спереди и сзади и два боковых отложных «уха». Козырьки защищают лицо и шею от солнца. Уши шляпы могут либо отгибаться и связываться под подбородком, чтобы защитить владельца от холодной погоды и сильного ветра, либо же завязываться наверху, чтобы не мешать. Материал шляпы — твил, ткань саржевого переплетения. Клетчатый рисунок ткани служит камуфляжем. Современная охотничья одежда, в том числе и для охоты на оленей, часто делается в виде узора «гусиная лапка» красно-чёрного или оранжево-чёрного цветов, либо из твида и для этой цели, и в целях безопасности на охоте.

## Шерлок Холмс

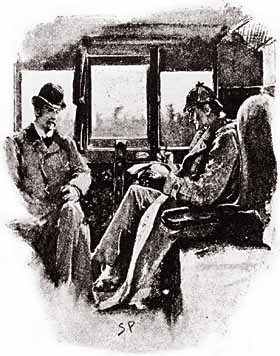
Иллюстрация Сидни Пэджета к рассказу А. К. Дойля «Тайна Боскомской долины» (1891 г.), на которой Холмс впервые изображён в охотничьей шляпе

Самый известный владелец такой шляпы — это Шерлок Холмс, персонаж книг Артура Конана Дойля. Его обычно изображают в этой охотничьей шляпе. Тем не менее, Дойль в своих рассказах никогда не упоминал, что Холмс носит такой головной убор, хотя в рассказе «Серебряный», доктор Ватсон в одном месте описывает сыщика с похожей шляпой на голове: «ear-flapped travelling cap» («дорожная шляпа с ушами», в переводе рассказа Ю. Жуковой — «дорожный картуз»).
Стереотип Холмса как носителя шляпы охотника на оленей восходит к первым иллюстраторам рассказов о нём: Сидни Пэджету, Фредерику Дорру Стилю и другим. Впервые на Холмсе охотничья шляпа с двумя козырьками появляется в иллюстрации Сидни Пэджета к рассказу «Тайна Боскомской долины» (опубликован в The Strand Magazine в октябре 1891 года) и затем повторно — в уже упомянутом рассказе «Серебряный» (опубликован в The Strand Magazine в декабре 1892 года).
Более поздние художники, изображавшие Холмса в такой шляпе в городских условиях, не знали, что Холмс, всегда одеваясь по моде, не мог совершить такой промашки: шляпа охотника на оленей предназначена для использования в дикой природе или сельской местности и абсолютно не вяжется с образом подобающе одетого городского джентльмена. На самом деле Пэджет, как и другие иллюстраторы, рисовавшие Холмса в этой шляпе, всегда помещали его в соответствующее окружение — например, показывали знаменитого сыщика путешествующим по лесу или работающим в деревне. В городской среде Холмс обычно носил цилиндр, либо котелок.